# Zorza (miesięcznik dla kobiet)
Zorza – polskojęzyczny ilustrowany miesięcznik dla kobiet wydawany we Lwowie w latach 1900–1902.
Ukazały się 34 numery pisma.

## Historia
Założycielką polskojęzycznego ilustrowanego miesięcznika dla kobiet wychodzącego we Lwowie w latach 1900–1902 była działaczka oświatowa i społeczna Maria Wysłouchowa. Na łamach periodyku zamieszczane były materiały o charakterze historycznym i historycznoliterackim, poezja oraz proza. Pismo było adresowane do prostych wiejskich kobiet. Miało wymowę katolicką, bazując na tradycyjnych wartościach, popularyzując zasady solidaryzmu społecznego.
Pomysł powstania czasopisma dla wiejskich kobiet ogłoszony został przez Marię Wysłouchową podczas I Zjazdu Kobiet w Zakopanem w sierpniu 1899 roku. Pismo miało ukazywać się pod tytułem „Przodownica”. Negatywną opinie o tym pomyśle wyrażono m.in. na łamach krakowskiego „Czasu”. Przeciwny był biskup tarnowski Ignacy Łobos. Pierwszy numer „Przodownicy” wyszedł w grudniu 1899 roku. Użyto funduszy z zasiłku Kasyldy Kulikowskiej. Gazetka spotkała się z pozytywnym przyjęciem. Zamówiono ją jako dodatek do robotniczych czasopism dla Polaków wydawanych w: Danii, Belgii, Niemczech oraz w Brazylii. Reakcją biskupa Łobosa na radykalny artykuł Wysłouchowej Chłopi – bohaterami z pierwszego numeru „Przodownicy” był list pasterski, w którym redaktorka oskarżona została o podburzanie chłopów przeciwko ładowi społecznemu.
Początkowo redakcja, za którą odpowiadały Maria Sikorska i Jadwiga T. Błotnicka, miała swoją siedzibę w Krakowie. Następnie za czasopismo odpowiadała Maria Wysłouchowa, działając we Lwowie. Pierwszy numer właściwej „Zorzy” wyszedł w kwietniu 1900 roku. Był rozprowadzany jako dodatek do „Przyjaciela Ludu” ukazującego się nakładem Wydawnictwa im. Kasyldy Kulikowskiej. Od 1901 roku zawsze w pierwszą niedzielę miesiąca. Poparcie w listach nadesłały: Eliza Orzeszkowa, Maria Konopnicka, Waleria Marrené-Morzkowska, Jadwiga Strokowa, Jadwiga Jahołkowska. Czasopismo zostało źle przyjęte przez endecję, czemu dano wyraz m.in. na łamach krakowskiej „Prawdy”. Biskup Łobos ponownie potępił gazetkę w specjalnym liście pasterskim. Liczne redakcje polskojęzyczne zamówiły egzemplarze „Zorzy” jako dodatki do swoich czasopism: Gazeta Polska w Kurytybie w Brazylii, Dziennik Berliński, „Przyjaciel Ludu” oraz „Rolnik Polski” na Śląsku Cieszyńskim (ks. Franciszek Michejda), „Nowiny Raciborskie”, „Orędownik” w Poznaniu, „Gazeta Olsztyńska”, „Sokolnictwo” w Nowym Sączu. Gazetka trafiała do czytelników we wszystkich trzech zaborach i w innych krajach w Europie i za oceanem, czego świadectwem są zachowane listy.
Autorem projektu strony tytułowej był Walery Eljasz-Radzikowski. Z czasopismem współpracowała też malarka Zofia Stankiewicz. Na łamach publikowane były: artykuły treści historycznej i patriotycznej (połowa każdego numeru), powiastki, piosenki, wiersze, opisy miejscowości, zwłaszcza Śląska Cieszyńskiego, listy czytelników. Z okazji rocznic narodowych całe numery im poświęcone. Wysłouchowa publikowała utwory twórcy ludowych (np. Wojciech Zawada z Dąbrownicy czy Jan Handzlik z Wilanowic). Jako pisemko zaangażowane, redakcja utworzyła w 1902 roku Fundusz Dzieci Wrzesińskich, nawoływała do bojkotu sklepów niemieckich. Redaktorka zbierała składki na zakup Oblęgorka dla Henryka Sienkiewicza. Zorganizowała jubileusz Marii Konopnickiej, powołując Komitet Włościański do zakupu ziemi dla poetki.